# Destrometorfano
Il destrometorfano, o DXM, è un composto chimico di formula {\displaystyle {\ce {C18H25NO}}} che in condizioni standard si presenta come una polvere cristallina bianca inodore.

## Storia
Il destrometorfano ha ottenuto l'approvazione della FDA prima del 3 dicembre 1957. Fu inizialmente progettato come alternativa alla morfina.

## Caratteristiche strutturali e fisiche
È un derivato degli alcaloidi dell'oppio. In particolare si tratta di un 6-metossi-11-metil-1,3,4,9,10,10a-esaidro-2H-10,4a-(epiminoetano)fenantrene in cui i centri stereogenici nelle posizioni 4a, 10 e 10a hanno configurazione S.
Si tratta di una molecola lipofila con un'ammina ionizzabile a un'estremità. È funzionalmente correlato al destrorfano ed è un enantiomero del levometorfano. Si tratta inoltre di un analogo della codeina.
| N. di atomi pesanti                  | 20                                                 |
| N. di atomi stereogenici             | 3                                                  |
| N. di accettori di legami a idrogeno | 2                                                  |
| N. di legami ruotabili               | 1                                                  |
| Caratteristiche fisiche              |                                                    |
| Massa monoisotopica                  | 271,193614421 u                                    |
| Superficie polare                    | 12,5 Å²                                            |
| Sezione d'urto                       | 166,1 Å² [M+H]+ 164,55 Å² [M+K]+ 163,84 Å² [M+Na]+ |
| Potere rotatorio                     | +27,6° in acqua a 20°C +39,6° in alcol a 20°C      |

Il composto è praticamente insolubile in acqua ed etere, mentre è liberamente solubile in cloroformio e alcol. Se riscaldato fino a decomposizione emette fumi tossici contenenti ossidi di azoto.

## Reattività e caratteristiche chimiche
Si trova generalmente in forma monoidrata. Una soluzione all'1% del composto bromoidrato risulta avere un pH pari a 5,2 - 6,5. Il composto bromoidrato reagisce con le basi formando una base libera praticamente insolubile in acqua.

### Spettri analitici
- GC-MS[13]
- LC-MS[14]
- ATR-IR[15]

| Standard apolare      | 2097, 2111, 2115, 2116, 2119, 2121, 2125, 2128.5, 2130.5, 2130.8, 2131, 2140, 2143.2, 2155.9 |
| Semi-standard apolare | 2199.7, 2136.5, 2125.1, 2162.5, 2127.1                                                       |

## Farmacologia e tossicologia

### Farmacocinetica
Destrometorfano dopo somministrazione orale è ben assorbito dal tratto gastrointestinale. La biodisponibilità è bassa e si aggira intorno all'11%. La concentrazione plasmatica massima (Cmax) viene raggiunta entro 2 ore dall'assunzione. L'azione della molecola si manifesta nel giro di 1 ora dalla somministrazione e si protrae per un tempo di sei ore.
Destrometorfano subisce effetto di primo passaggio ed è metabolizzato a livello epatico dal citocromo P450, isoenzimi CYP3A e CYP2D6. Attraverso vari percorsi metabolici, il farmaco subisce O-demetilazione che produce destrorfano, N-demetilazione e una coniugazione parziale con acido glucuronico e ioni solfato. Il metabolita inattivo (+)-3-idrossi-N-metilmorfinano si forma come prodotto del metabolismo del DXM mediante questi percorsi.
Il principale metabolita è destrorfano, che presenta solo una modesta attività antitussigena, ma che ad alte dosi presenta spiccati effetti psicoattivi. Il composto è in grado di superare la barriera emato-encefalica. Studi su una popolazione sana giapponese hanno evidenziato che il farmaco viene eliminato prevalentemente (70% circa) per via urinaria nell'arco di 24-48 ore.

### Farmacodinamica
Il DXM mostra un'elevata affinità di legame con diverse regioni del cervello incluso il centro della tosse del midollo allungato. Nell'SNC sono presenti specifici siti di legame del destrometorfano non oppioidi che mediano gli effetti antitussivi, distinti da quelli della codeina e di altri oppioidi. A differenza di altri oppiodi non interagisce con il recettore mu. Agisce come:
- un antagonista debole e non competitivo del recettore dell'N-metil-D-aspartato (NMDA)
- un agonista dei recettori degli oppiodi σ1 e σ2
- antagonista del recettore nicotinico α3/β4, α4/β2 e α7
- inibitore dei trasportatori della norepinefrina
- inibitore dei trasportatori della serotonina
- inibitore dei canali del calcio voltaggio dipendenti

### Effetto del composto e usi clinici
Si tratta di una sostanza psicoattiva dissociativa e un farmaco antitussivo ad azione centrale. A Taiwan è autorizzata per l'uso in medicina veterinaria. È stato dimostrato che ha sia effetti anticonvulsivanti che neuroprotettivi in numerosi modelli sperimentali di epilessia, trauma cranico, ictus e dolore. È indicato in combinazione con bromfeniramina e pseudoefedrina per il trattamento della tosse e dei sintomi delle vie respiratorie superiori associati ad allergie o al comune raffreddore. È inoltre utilizzato in combinazione con guaifenesina come prodotto da banco per alleviare la tosse. In combinazione con chinidina, il destrometorfano è indicato per il trattamento della sindrome pseudobulbare.

#### Uso ricreativo
In occidente viene utilizzato per le proprietà dissociative a dosi oscillanti fra i 200 e 400 mg. Nella letteratura riguardante l'uso ricreativo vengono descritti generalmente cinque livelli di plateau dell'esperienza di dissociazione. I primi due stadi sono raggiungibili con un dosaggio basso e fanno sperimentare sensazioni di leggerezza, euforia ed eccitazione. Dal terzo stadio al quinto si prova una sensazione di distacco dal corpo, ovattamento o amplificazione di alcuni stimoli esterni, modificazioni nella percezione dei suoni, della vista, del tatto, cambiamenti nel pensiero, nella concezione di sé stessi, del proprio stato di coscienza, dell'ambiente attorno e del mondo più in generale.
Il rischio legato all'uso ricreativo è l'utilizzo dei farmaci antitussivi che contengono ulteriori principi attivi che provocano effetti collaterali nel sovradosaggio, soprattutto a danno del fegato, potenzialmente letali.

### Controindicazione ed effetti collaterali
Il farmaco è controindicato nei soggetti con ipersensibilità nota al principio attivo oppure ad uno qualsiasi degli eccipienti della formulazione farmacologica. Poiché destrometorfano può innescare un rilascio di istamina e perciò una reazione di tipo allergico, il suo utilizzo nei bambini affetti da dermatite atopica, particolarmente sensibili alle reazioni allergiche, deve avvenire solo se assolutamente necessario e sotto diretto controllo medico. Destrometorfano è inoltre controindicato nei soggetti asmatici e non deve essere somministrato durante oppure nelle due settimane successive ad una terapia con farmaci antidepressivi, in particolare inibitori delle monoamino ossidasi.
I principali rischi associati al composto sono l’atassia, la stimolazione dell'SNC, le vertigini, la letargia e i comportamenti psicotici. Meno frequentemente, con dosi elevate, possono verificarsi convulsioni e depressione respiratoria. Possono inoltre manifestarsi nausea, vomito, stitichezza e tachicardia. Gli effetti sul SNC includono atassia, sonnolenza, vertigini e, raramente, coma. Sono stati segnalati irrequietezza e un aumento del tono muscolare con rigidità corporea. Specialmente ad alte dosi presenta effetti psicoattivi e può comportare l'insorgenza di una sindrome serotoninergica.

### Tossicologia
La sostanza può causare dipendenza. L'abuso della sostanza può provocare euforia, stimolazione dell'SNC, allucinazioni visive e/o uditive.

### Interazioni
Un altro rischio riguarda l'assunzione combinata di pompelmo, succo di pompelmo o altri agrumi in associazione al destrometorfano.